# NGC 4597
NGC 4597 (другие обозначения — MCG −1-32-34, IRAS12376-0531, PGC 42429) — спиральная галактика с перемычкой (классификация по Хабблу SBc, по Вокулёру (R′)SB(s)dm). Находится в созвездии Девы на расстоянии около 10,4 Мпк. Открыта Уильямом Гершелем 22 февраля 1787 года.
Этот объект входит в число перечисленных в оригинальной редакции «Нового общего каталога».
NGC 4597 имеет несколько необычную структуру для спиральных галактик с перемычкой: на фотографиях перемычка слабая, с лишь небольшими признаками ядра, и рукава, идущие от перемычки, выглядят довольно прямыми, придавая объекту вид буквы H, расположенной под наклоном. Есть несколько кандидатов на HII-области, включая особенно яркую в южном конце западного рукава. Визуально при наблюдении в любительский телескоп галактика видна как очень рассеянный, тусклый и труднодоступный объект; лучше всего она наблюдается при среднем увеличении как довольно крупное, но очень слабое световое пятно, которое имеет достаточно однородную поверхностную яркость и вытянуто с северо-северо-востока на юго-юго-запад. Края очень плохо определяются, общие очертания объекта имеют прямоугольную форму. Радиальная скорость: 935 км/с. Расстояние: 42 млн световых лет. Диаметр: 45 тыс. световых лет.
Наиболее внешняя структура галактики описывается как псевдокольцо (R′), его проецированные размеры 2,52′ × 1,09′, позиционный угол большой оси 39,6°, размеры в плоскости диска (депроецированные) 2,65′ × 2,40′.